# Suchý, Jouza a Čáp
Továrna Suchý, Jouza a Čáp, slévárna a strojírna v Chrástu u Plzně vtiskla obci ráz průmyslové obce. Vyrostla ve stínu továrny Emila Škody v Plzni, avšak svojí produkcí si získala hned od počátku dobrou pověst a je výrazným reprezentantem průmyslové výroby v českých zemích v tehdejším Rakousku Uhersku. Již od počátku firma dodávala své výrobky odběratelům v celé Evropě.

## Založení firmy
Historie firmy začíná dohodou tří podnikatelů z Peček u Prahy, Josefa Suchého, Františka Jouzy a Josefa Čápa. Každý ze společníků vkládal do nového podniku 20 tisíc zlatých, Josef Suchý dodávkou strojů, druzí dva společníci pak vložením hotovosti. Pro továrnu bylo hledáno vhodné místo a nakonec po návrhu obchodní komory bylo rozhodnuto postavit slévárnu v Chrástu u Plzně, který se nacházel na trati mezi Plzní a Prahou a kde byl dostatek pracovníků. K tomu byl v roce 1899 zakoupen pozemek o rozloze cca 15 ha, (asi 4 tis. čtverečních sáhů). Firma byla zapsána v obchodním rejstříku pod názvem Suchý, Jouza a Čáp, slévárna a strojírna, Chrást u Plzně. V době zapsání ještě forma společností s ručením neexistovala a tak každý z podnikatelů ručil za veškeré podnikání plně svým majetkem. Za firmu museli podepisovat doklady vždy dva společníci, nebo jeden společník a jednatel firmy, kterým byl jmenován Boleslav Čáp,  jeden ze synů zakladatelů firmy.

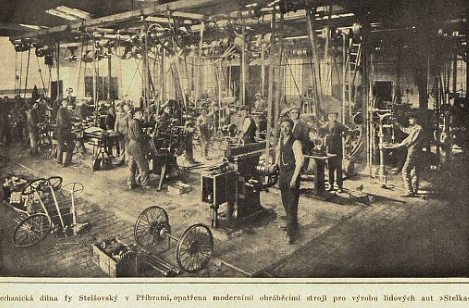
mechanická dílna slévárny z roku 1924

## Výstavba továrny

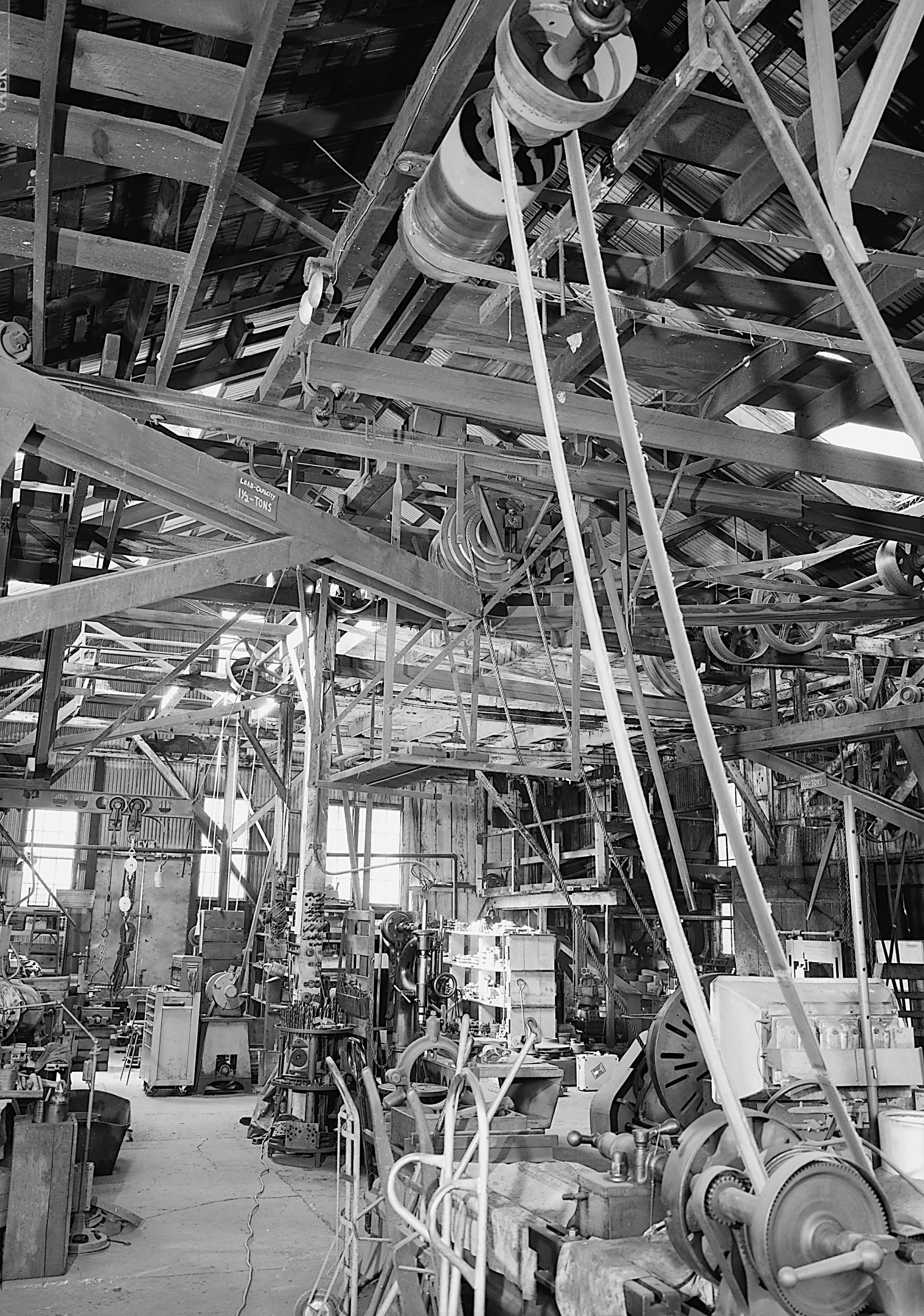
ukázka tovární transmise

Koupě pozemků byla realizována na jaře roku 1899 a výstavba byla zahájena v červnu téhož roku. Nedošlo k zadání celkové výstavby, ale stavbu zabezpečovali a řídili přímo majitelé. Nejprve  byla postavena samotná slévárna, následně pak strojírna a kotelna. V areálu firmy byl vztyčen 21m vysoký komín a byla vyhloubena studna, byly vybudovány strojírny a modelárny. Na podzim přišly na řádu objekty kovárny, čistírny, sklady a kanceláře a vše bylo na jaře roku 1990 dokončeno. Již v květnu přišel z Peček kotel, parní stroj, kuplovna, jeřáb a transmise, a byl instalován ventilátor potrubí. Postavený jeřáb měl nosnost 6 tun, výtah nosnost 500 kg.  Vše vyvrcholilo 31. července 1900, tedy po pouhých 13 měsících, prvním úspěšným odléváním. Také počáteční počet 25 dělníků se zvýšil na 40.

## Vývoj firmy do 1. světové války
Růst firmy byl opravdu pozoruhodný. Od koupě pozemku do prvého odlití výrobků uplynula velice krátká doba. Firma se průběžně modernizovala, již v roce 1904 zavedla v provozu elektrické osvětlení na vlastní proud. Krátce po výstavbě objektů se továrna stabilizovala  a získala značný odbyt svých výrobků, který vedl k tomu, že již v roce 1906 firma otevřela sklad se svými výrobky ve Vídni. V roce 1908 zde již pracovalo150 dělníků a 5 úředníků. To vše se projevilo i v dalším postupném rozšíření celého provozu. Rakousko- Uhersko zabezpečovalo svojí velikostí velký odběr a tak před vypuknutím 1. světové války v roce 1914 v továrně již pracovalo 240 pracovníků. V tomto roce si také začal stavět vedle továrny vilu i jednatel firmy Boleslav Čáp. Při zahájení války byl odvolán do armády a dokončení výstavby vily musela převzít jeho žena, která měla 4, tehdy ještě malé děti. 

## Změny v továrně po 1. světové válce
Situace po válce byla velice špatná. Rozpadlo se Rakousko-Uhersko a Německo bylo zcela rozvráceno a potácelo se díky inflaci ve finanční krizi. Tím firma ztratila velké odběratele. Obnovit předválečnou výrobu se podařilo teprve v roce 1920, neboť firma ztratila svůj velký odbyt do alpských zemí a Švýcarska. Byly však získány objednávky z Francie a Polska a situace se postupně normalizovala. To se postupně promítalo ve výrobě továrny, která byla průběžně modernizována. Mimo tehdejší elektrifikace měla továrna svůj vlastní parní stroj, byla schopna vyrábět odlitky do váhy 10 000 kg a posléze si opatřila nový jeřáb s nosností 3 000 kg. Všechna tato modernizace probíhala za složité meziválečné situace způsobenou celosvětovou krizí. V krátkém období musela být přechodně omezena i výroba a pracovníci mohli pracovat jen 4 dny z šestidenního pracovního týdne. Tuto krizi se však podařilo ustát  a firma si udržela dobrou pověst a výrobky v meziválečném období dodávala i nadále do zahraničí, Německa, Francie, Italie, Polska, Rakouska, Jugoslávie a Albánie. S vypuknutím 2. světové války se situace i nadále nezlepšila a tak se postupně začaly provádět úpravy k očekávanému zlepšení po 2. světové válce.  

## Výrobní program
Od počátku byly uspokojovány běžné zakázky a na konci roku 1901 již firma zaměstnávala 80 pracovníků z Chrástu a okolí. Mimo tyto běžné slévárenské produkce bylo přikročeno k vytvoření vlastního výrobního programu, Prvními výrobky byly zařízení pro zemědělství, zejména sečky. Avšak hned na počátku se na továrnu obrátil slavný plzeňský Rakousko-uherský kameník Cingroš, mimo jiné např. dodavatel základu pro sochu Marie Terezie ve Vídni, a nechal si vyrobit zařízení pro svoji nově postavenou továrnu v Nadrybech. To vedlo následně k celé řadě dodávek pro tento průmysl, o čemž svědčí i výstavy v Hořicích, kde byla první kamenosochařská průmyslová škola v Rakousko-Uhersku. Výrobní sortiment se dále rozšiřoval. Továrna začala postupně vyrábět  zařízení pro broušení skla, později byl i tento program dále rozšířen a  vyráběly se zde například žentoury. Továrna měla výbornou projekci, která byla schopna vyhovět požadavkům všech zákazníků.

## Konec firmy - znárodnění
Firma nebyla za války poškozena a tak mohla zahájit znovu výrobu zemědělských strojů, zařízení pro sklárny, kamenický průmysl, bezpečnostního zařízení pro železnici a pro další zákazníky. Po válce také začaly úvahy o změně společnosti. Nebyla zvolena forma společnosti s ručením omezeným, ale vzhledem k velikosti firmy se zvažovala forma akciové společnosti. Celou situaci však změnil komunistický puč v roce 1948. Vedení firmy se ujala tzv. Národní správa a v červnu došlo ke konečnému znárodnění továrny, tedy veškerého osobního vlastnictví včetně soukromého domu jednoho z jednatelů společnosti, který byl postaven u továrny. Továrna byla přidružena ke Škodovým závodům a továrna ukončila definitivně výrobu svého výrobního programu.